# Andapa
Andapa est une ville et une commune urbaine du nord de Madagascar, appartenant au district d'Andapa, situé dans la région de Sava, dans la province de Diego-Suarez.

## Géographie
La commune se trouve à 108 km de Sambava, la capitale de la Région Sava.

## Environnement
Tout comme à Fort Dauphin, à Andapa, dans le cadre du PHCF, le lidar a en 2010 été utilisé pour mesurer (à 50 cm près) l'épaisseur de la canopée de la région, de manière à évaluer la quantité de carbone qu'elle stocke, dans le cadre de la foresterie carbone à Madagascar, alors que le pays définit sa propre politique en matière de Réduction des émissions de gaz à effet de serre induits par la Déforestation et à la Dégradation des forêts. Ceci s'est fait avec l'Observatoire aéroporté Carnegie – de l'Institut Carnegie - université Stanford, avec l'IOGA (Institut et Observatoire de géophysique d’Antananarivo) et le soutien du WWF. Ces données sont utilisées pour calculer le puits de carbone forestier, en intégrant également la densité du bois (qui varie selon les essences), avec calage des modèles par études de terrain.
La réserve spéciale d'Anjanaharibe-Sud se situe à 30 km de cette ville. Elle abrite aussi le bureau d'administration de la réserve.

## Administration
Andapa est le chef-lieu du district éponyme, qui compte 147 772 habitants, pour dix-sept communes.

## Économie
Commune agricole, avec 88 % de la population qui travaille dans ce secteur.
Les cultures sont principalement le riz, la vanille, les tomates et les haricots.

## Démographie
La population est estimée à environ 27 618 habitants en 2001.